# Aberthörnchen
Das Aberthörnchen (Sciurus aberti) ist eine Hörnchenart aus der Gattung der Eichhörnchen (Sciurus). Es kommt in den südlichen Bundesstaaten der Vereinigten Staaten und im nordwestlichen Mexiko vor.

## Merkmale
Das Aberthörnchen erreicht eine Kopf-Rumpf-Länge von etwa 26,0 bis 27,5 Zentimetern, hinzu kommt ein etwa 20,8 bis 22,1 Zentimeter langer Schwanz. Das Gewicht der Tiere reicht von etwa 590 bis 620 Gramm. Das Rückenfell der Tiere ist in der Regel dunkel- oder stahlgrau bis rußschwarz gefärbt, häufig mit einem rötlichen Rückenband oder einem Fleck entlang der Wirbelsäule. Der Bauch ist weiß, der Schwanz ist stahlgrau und weiß gefrostet. Die Ohren besitzen deutliche Haarbüschel, die besonders im Winter auffällig groß sind. Innerhalb der Art ist Melanismus stark verbreitet, das Kaibabhörnchen als Unterart besitzt zudem einen vollständig weißen Schwanz.

## Verbreitung
Das Aberthörnchen kommt in den südlichen Vereinigten Staaten sowie im nordwestlichen Mexiko vor. In den Vereinigten Staaten befindet sich das Verbreitungsgebiet im Bereich der Rocky Mountains im südöstlichen Utah, dem Süden und Westen von Colorado, dem äußersten Südosten von Wyoming, dem westlichen und zentralen New Mexico sowie in Arizona; in einigen Gebieten dieser Bundesstaaten wurde das Hörnchen nachträglich eingeführt. In Mexiko findet man die Art in der Sierra Madre Occidental in den Bundesstaaten Chihuahua, Durango und Sonora.

## Lebensweise

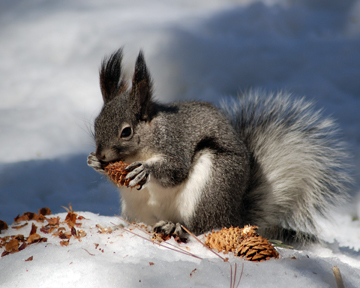
Aberthörnchen mit Kiefernzapfen

Das Aberthörnchen lebt in relativ dichten Bereichen von Nadelwaldbeständen mit weitgehend geschlossenen Baumkronen, die im Wesentlichen aus Gelb-Kiefern (Pinus ponderosa) bestehen. Es wurde lange angenommen, dass die Art vollständig auf das Vorkommen der Gelb-Kiefern angewiesen ist, dies wurde mittlerweile jedoch revidiert. Die Tiere bevorzugen dabei heterogene und altersgemischte Kiefernbestände. Sie sind tagaktiv und vor allem baumlebend, kommen jedoch gelegentlich auch auf den Boden zur Suche nach Nahrung. Sie ernähren sich überwiegend von Samen aus den Zapfen der Gelb-Kiefer sowie anderer Kiefern (Pinus), Tannen (Abies) und der Douglasie (Pseudotsuga menziesii) sowie von Eicheln. Hinzu kommen andere Samen, Knospen, Pilze, Insekten und auch Knochen. Sie sammeln und horten im Gegensatz zu anderen Hörnchen keine Nahrung, nutzen jedoch gelegentlich die Nahrungslager anderer Arten wie etwa die des Gemeinen Rothörnchens (Tamiasciurus hudsonicus). Eine besondere Anpassung stellt die Nutzung von Bast, also dem aus dem Phloem gebildeten Gewebe unterhalb der Baumrinde, als wichtige Nahrungsquelle vor allem im Winter dar. Die Tiere beißen dazu Zweigenden von 2 bis 5 Zentimetern Länge ab und schälen die Rinde ab, um an den Bast zu kommen; die geschälten Zweigstücke werden zu Boden geworfen. Für die Verdauung des Bastgewebes haben die Aberthörnchen einen etwas längeren Darm als andere Hörnchen. Die Reviere der Hörnchen überlappen mit den jeweiligen Nachbarn stark, dabei sind die Aktivitätsräume mit Flächen größer als 20 ha vergleichsweise groß und die Männchen besitzen häufig größere Reviere als die Weibchen. Die Kommunikation der Tiere untereinander ist sehr begrenzt, sie nutzen vor allem hohe Alarmtöne, wenn sie aufgeschreckt werden oder einen potenziellen Räuber ausgemacht haben.
Die Nester (Kobel) werden aus Zweigen und Blättern in den Baumkronen angelegt, wobei die Tiere Verdickungen von Zweigen durch den Befall mit Misteln zur Verankerung der Nester nutzen; seltener nutzen sie auch Baumhöhlen. Die Nester befinden sich meistens in dichteren Baumbeständen mit aneinandergrenzenden Baumkronen und werden überwiegend in größeren und höheren Bäumen angelegt. Sie dienen sowohl der Übernachtung wie auch der Jungenaufzucht. Die Individuen wechseln ihre Nester regelmäßig und können auch mehrere gleichzeitig in Nutzung haben, vor allem im Winter kommt es auch zu gemeinsamen Nestnutzungen. Die Fortpflanzungszeit der Aberthörnchen ist streng saisonal mit in der Regel einem Wurf pro Jahr. Die Hoden der Männchen sind vom Winter bis zum Sommer außenliegend, den Rest des Jahres liegen sie zurückgezogen in einer dafür vorgesehenen Tasche. Die Fruchtbarkeitszeit der Weibchen um den Eisprung im Frühjahr dauert weniger als einen Tag an, in dieser Zeit konkurrieren die Männchen um die Paarungsmöglichkeit und die Weibchen verpaaren sich mit mehreren Männchen. Nach einer Tragzeit von 46 Tagen gebären die Weibchen einen Wurf von durchschnittlich drei bis vier Jungtieren (3,2 bis 3,4 als Durchschnitt) im späten Frühjahr oder frühen Sommer. Regional kann es zu einem späteren zweiten Wurf kommen. Die Jungtiere bleiben für etwa 10 Wochen bei der Mutter und verlassen sie dann. Die meisten Individuen können sich im darauf folgenden Jahr bereits fortpflanzen.
Zu den wichtigsten Fressfeinden der Aberthörnchen gehören Greifvögel, Füchse und Rotluchse. Aufgrund der Einführung des Aberthörnchens in verschiedene isolierte Bergregionen in Arizona kommt es zur Konkurrenz zwischen den Tieren und anderen Arten wie der dort lebenden Unterart des Gemeinen Rothörnchens Tamiasciurus hudsonicus grahamensis sowie dem Arizona-Grauhörnchen (Sciurus arizonensis) und negativen Effekten auf deren Bestände.

## Systematik
Das Aberthörnchen wird als eigenständige Art innerhalb der Gattung der Eichhörnchen (Sciurus) eingeordnet, die aus fast 30 Arten besteht. Die wissenschaftliche Erstbeschreibung stammt von Samuel Washington Woodhouse aus dem Jahr 1853, der die Art anhand von Individuen aus San Blas und Tepic im mexikanischen Bundesstaat Nayarit beschrieb. Er benannte es in der Erstbeschreibung als Sciurus dorsalis, korrigierte dies jedoch im gleichen Jahr auf den heute noch gültigen Namen Sciurus aberti aufgrund der Namensgleichheit mit einer 1848 durch John Edward Gray beschriebenen Hörnchenart, die heute als Unterart Sciurus variegatoides dorsalis des Bunthörnchens betrachtet wird und daher Vorrang gegenüber der Neubeschreibung hatte. 1855 beschrieb Baird eine Art unter dem Namen Sciurus castanotus und korrigierte dies 1858 auf Sciurus castononotus, beide Namen gelten heute als Synonyme für Sciurus aberti. Edward William Nelson ordnete die Art 1899 als einzige Art der Untergattung Otosciurus innerhalb der Eichhörnchen ein, 1915 erhob Joel Asaph Allen beschrieb diese als eigenständige und monotypische Gattung, die aktuell allerdings nicht als valide betrachtet wird.
Das Aberthörnchen ist nach dem US-amerikanischen Offizier John James Abert (1788–1863) benannt.

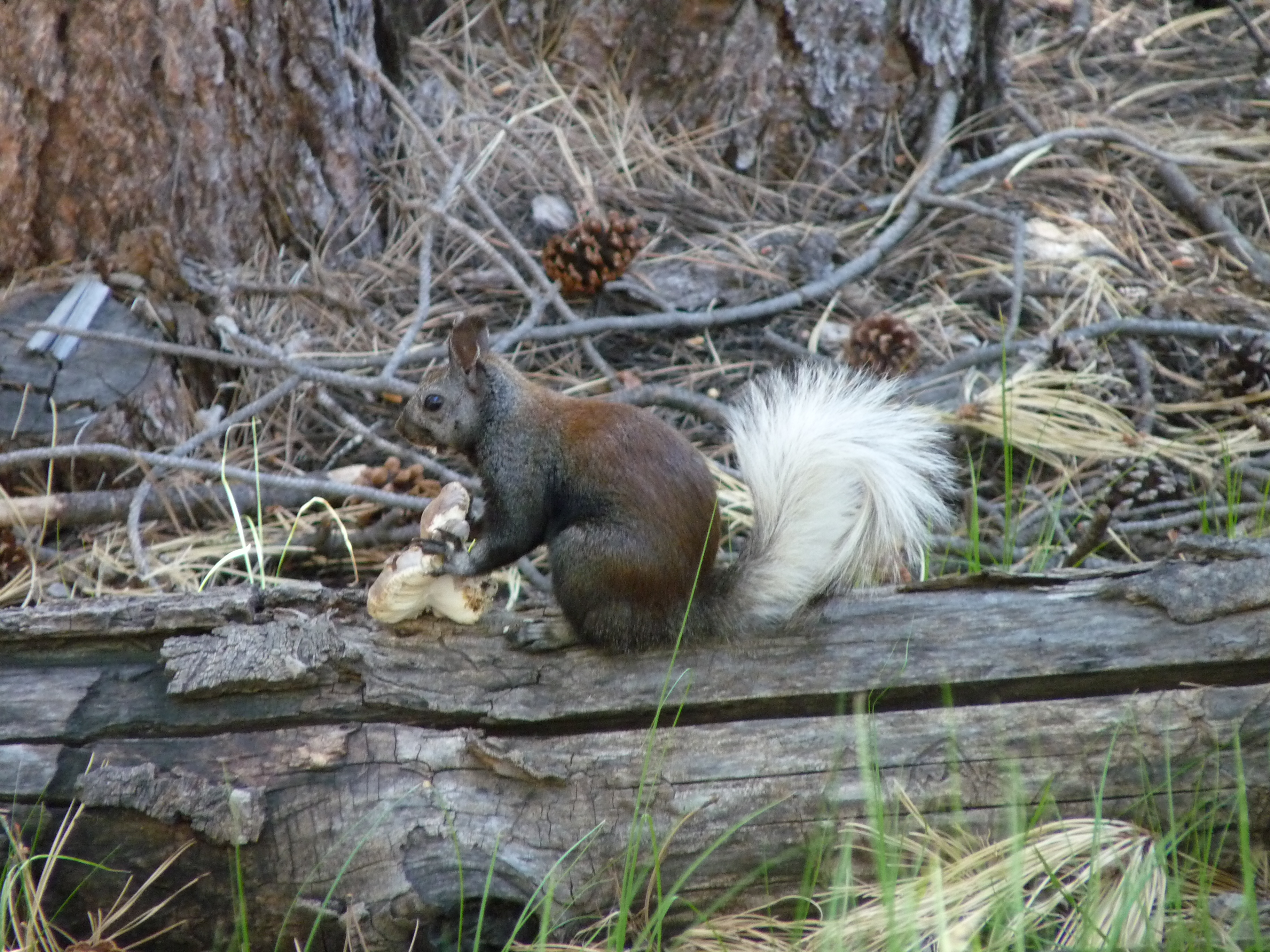
Kaibabhörnchen (S.a. kaibabensis) am Grand Canyon

Innerhalb der Art werden gemeinsam mit der Nominatform sechs Unterarten unterschieden:
- Sciurus aberti aberti: Nominatform, kommt in Zentral-Arizona südlich des Grand Canyon, dem südöstlichen Utah, dem südwestlichen Colorado und dem westlichen New Mexico vor. Im Aussehen entspricht es der Artbeschreibung mit stahlgrauem Rückenfell und medianem rötlichbraunem Streifen und schwarzen Seitenbändern. Der Bauch ist meist weiß, manchmal schwarz, und der Schwanz ist oberseits schwarz und unterseits weiß. In den Hualapai Mountains im Westen wie auch in den Pinaleño Mountains und den Santa Catalina Mountains im Süden Arizonas wurden Tiere dieser Unterart eingeführt.
- Sciurus aberti barberi: im westlichen Chihuahua. Es handelt sich um die größte Unterart mit einem stahlgrauen Rücken und schwarzen Seitenbändern, auf der Rückenmitte befindet sich meistens ein rötlichbrauner Fleck. Der Bauch und die Schwanzunterseite sind weiß, oberseits ist der Schwanz schwarzgrau mit einzelnen weißen Haaren.
- Sciurus aberti chuscensis: im nördlichen Bereich von Arizona und New Mexico. Die Unterart hat einen stahlgrauen Rücken mit einem medialen rötlichbraunen Fleck und schwarzen Seitenbändern. Der Bauch und die Schwanzunterseite sind weiß, oberseits ist der Schwanz schwarz gefrostet mit weißen Haaren.
- Sciurus aberti durangi: im westlichen Chihuahua und in Durango. Es handelt sich um die kleinste Unterart, sie besitzt einen im Verhältnis zur Körperlänge relativ langen Schwanz. Das Rückenfell ist schwarz, dorsal befindet sich meistens ein rötlichbrauner Fleck und an den Körperseiten haben die Tiere schwarze Seitenbänder. Der Bauch und die Schwanzunterseite sind weiß, oberseits ist der Schwanz schwarz und überdeckt mit weißen Haaren.
- Sciurus aberti ferreus: im südlichen Wyoming und Colorado sowie im nördlichen New Mexico nördlich des Río Grande. Die Unterart ist klein mit einem vergleichsweise kurzen Schwanz, die Fellfärbung ist variabel und kann periodisch mehr schwarz oder mehr dunkelbraun sein. Die Standardfarbe besteht aus einem stahlgrauen Rückenfell mit rötlichbraunem Rücken- und schwarzem Seitenband. Der Bauch und die Schwanzunterseite sind weiß, oberseits ist der Schwanz schwarzgrau mit einzelnen weißen Haaren.
- Kaibabhörnchen (Sciurus aberti kaibabensis): auf dem Kaibab-Plateau am Nordrand des Grand Canyon, ehemals als eigenständige Art (Sciurus kaibabensis) klassifiziert. Das mittelgroße Hörnchen hat von allen Unterarten des Aberthörnchens den im Verhältnis zur Körperlänge kürzesten Schwanz. Es ist stahlgrau und besitzt in der Regel einen dorsalen rötlichbraunen Fleck. Der Bauch ist schwarz oder schwärzlich-grau, der Schwanz sowohl unterseits wie oberseits weiß und nur mit wenigen schwarzen Haaren durchsetzt.

Nach Nash & Seaman 1977 wurden mit Sciurus aberti mimus, Sciurus aberti navajo und Sciurus aberti phaeurus drei weitere Unterarten beschrieben, das Kaibabhörnchen wurde nicht als Unterart gelistet, sondern als nahe verwandte Art bezeichnet.

## Status, Bedrohung und Schutz
Das Aberthörnchen wird von der International Union for Conservation of Nature and Natural Resources (IUCN) als „nicht gefährdet“ (least concern) eingeordnet. Begründet wird dies mit dem großen Verbreitungsgebiet und den angenommenen hohen Bestandszahlen, die nicht so schnell abnehmen, dass eine Aufnahme in eine Gefährdungskategorie gerechtfertigt ist. Zudem kommt die Art in mehreren Schutzgebieten vor. Innerhalb des Verbreitungsgebietes wird und wurde die Art wie andere Hörnchen als Fleischquelle und zum Sport bejagt, hat jedoch keinen ökonomischen Wert.
In ihrem Verbreitungsgebiet kommt die Art vergleichsweise selten vor, sie ist jedoch lokal und zu manchen Zeiten regelmäßig anzutreffen. Die Bestandsdichte beträgt zwischen 2 und 114 Individuen pro Quadratkilometer. In einigen Gebieten ist die Art aufgrund von Waldrodungen bedroht und die einzelnen Populationen leben teilweise aufgrund der verfügbaren Vegetation voneinander getrennt.

## Belege
1. 1 2 3 4 5 6 7 8 9 10 11 12 13  Richard W. Thorington Jr., John L. Koprowski, Michael A. Steele: Squirrels of the World. Johns Hopkins University Press, Baltimore MD 2012, ISBN 978-1-4214-0469-1, S. 37–39.
2. 1 2 3 4  Sciurus aberti in der Roten Liste gefährdeter Arten der IUCN 2015.1. Eingestellt von: A.V. Linzey, 2008. Abgerufen am 8. September 2015.
3. 1 2  Sciurus aberti In: Don E. Wilson, DeeAnn M. Reeder (Hrsg.): Mammal Species of the World. A taxonomic and geographic Reference. 2 Bände. 3. Auflage. Johns Hopkins University Press, Baltimore MD 2005, ISBN 0-8018-8221-4.
4. 1 2 3 4  Donald J. Nash, Richard N. Seaman: Sciurus aberti. Mammalian Species 80, 15. Juni 1977 (Volltext)
5. ↑  Edward William Nelson: Revision of the squirrels of Mexico and Central America. Proceedings of the Washington Academy of Sciences 1, 1899; S. 15–110. (Volltext)
6. ↑  Joel Asaph Allen: Review of the South American Sciuridae. Bulletin of the American Museum of Natural History 34, 1915; S. 147–309. (Volltext)
7. ↑  Beolens, Watkins & Grayson: The Eponym Dictionary of Mammals. JHU Press, 2009, S. 2 (Abert).